# Jan Albertus Rispens
Jan Albertus Rispens (Noordwijk aan Zee, 5 december 1889-Deventer, 27 maart 1962) was een Nederlandse schrijver. Hij is vooral van betekenis door zijn werken over literatuurgeschiedenis en filosofie, hij schreef daarnaast ook gedichten.

## Levensloop
Rispens werd geboren als zoon van een gereformeerde dominee. Hij studeerde aan de Rijksuniversiteit Utrecht (Nederlandse taal en letterkunde). Van 1916 tot 1952 werkte hij als leraar in Deventer.
In 1960 werd hem de culturele prijs van die gemeente, de Gulden Adelaar toegekend. In 2017 werd in de nieuwbouwwijk Spijkvoorderhout (Deventer) een straat naar hem vernoemd: Rispensstraat, parallel aan bv de Pieter Stuitjesstraat, Cees Wilkeshuisstraat en Willem ten Entelstraat. Overigens gebeurde dat zonder vermelding van zijn voornamen: Jan Albertus, zoals bij de andere Deventer onderwijzers wel gebeurde.

## Dichter
Als dichter publiceerde Rispens voor het eerst in 1911, in Ons Tijdschrift. Net als andere protestants-christelijke dichters bleef hij aan dit blad bijdragen. In 1922 verscheen zijn bundel Het verborgen leven. Hij werkte voorts mee aan Maandblad voor Letterkunde, Stemmen des Tijds, Elckerlyc en Ontmoeting.

## Schrijver
Hij schreef essays over Nietzsche en Kierkegaard. Hij blijft ook bekend vanwege zijn literatuurgeschiedenis Richtingen en figuren in de Nederlandsche letterkunde na 1880 dat in 1938 verscheen.

## Werk
- 1922 - Het verborgen leven
- 1938 - Richtingen en figuren in de Nederlandsche letterkunde na 1880
- 1939 - Stadiën
- 1943 - Over den mythischen achtergrond der literatuur, Schildpadreeks nr.4
- 1946 - Terugkeer
- 1950 - De geest over de wateren. Literaire en wijsgerige essays
- 1950 - Zonder omwegen, aforismen
- 1953 - Ora pro nobis
- 1960 - De geharnaste dromer. Mr. Johannes Kinker als aestheticus en dichter, een essay
- 1960 - Voetsporen

- Gemeinsame Normdatei: 127337318
- International Standard Name Identifier: 0000 0001 2019 1797
- Library of Congress Control Number: no2010131928
- Nederlandse Thesaurus van Auteursnamen: 070235570
- Virtual International Authority File: 150515921
- WorldCat: E39PBJktmrTwGtkfrMTD3Gdfbd